# 丹羽鼎三
丹羽 鼎三（にわ ていぞう、1891年9月18日 - 1967年2月23日）は、日本の造園学者。造園学の教育者。

## 経歴
横浜市生まれ。第二高等学校を経て、1917年東京帝国大学農学部農学科を卒業。ただちに宮内技手として内匠寮に入り、新宿御苑において桜と菊の研究に従事した。1922年ヨーロッパ留学を経て、1924年三重高等農林学校教授、1929年東京大学助教授となり園芸学を担当した。同年2月、東京帝国大学農学博士。論文の題は「日本菊花ニ関スル研究」。1932年同大学教授に就任。原煕の後継者として、東京大学農学部農学科園芸第二講座として花井及び庭園学を担当。この講座を大成させた。1952年定年退官、東京大学名誉教授。1967年2月23日、帰宅途中に交通事故に遭い、急逝。墓所は多磨霊園。
晩年は白内障や網膜剥離といった眼病を患いつつも、亜青木聖と名乗って数々の随筆を発表した。この随筆によって、日本文化としての造園の真髄を捉えていくことになる。
戦前から内務省専門委員、神奈川県および群馬県都市計画地方委員会委員、東京緑地計画協議会委員などを務めた。戦後の1945年からは新潟県立加茂農林学校の校長を兼任した。この後1954年から1960年まで、明治大学教授として園芸学・造園学を担当。昭和初期には日本造園学会の設立に尽力し、日本造園学会長は4期もつとめた。
著書では『日本産樹説要』のほか、多くの論文、随筆があり、庭園関係では『桂離宮の飛石の研究』などが名高い。とくに日本庭園に対して独特の文化史的、文学的観点から精魂をかたむけて研究し、その成果はきわめて高いものがあったという。